# Logne (affluent de la Boulogne)
Pour les articles homonymes, voir Logne.
La Logne est une rivière française de la Loire-Atlantique et de la Vendée, affluent de la Boulogne.

## Géographie
D'une longueur de 33 kilomètres, elle a sa source à la limite de la Vendée, dans la commune de Legé dont elle traverse le bourg, puis remonte vers le nord pour arroser Corcoué-sur-Logne, La Limouzinière et Saint-Colomban, marquant la limite entre ces deux dernières communes. Elle atteint la Boulogne juste avant que cette dernière ne traverse Saint-Philbert-de-Grand-Lieu et ne se jette dans le lac de Grand-Lieu.
Le nom de la Logne semble avoir le même radical que celui de l'Ognon voisin, compte tenu d'un phénomène d'agglutination de l'article.